# Varde Kommune (1970–2006)
| Strukturdaten       | Strukturdaten |
| ------------------- | ------------- |
| Sitz der Verwaltung | Varde         |
| Fläche              | 251,41 km²    |
| Einwohner           | 20.068 (2003) |
| Kommune seit 2007   | Varde Kommune |

Varde Kommune war bis zum 31. Dezember 2006 eine dänische Kommune im damaligen Ribe Amt im Westen Jütlands. Seit dem 1. Januar 2007 ist sie zusammen mit den ehemaligen Kommunen Blaabjerg, Blåvandshuk, Helle und Ølgod Teil der neuen Varde Kommune.
Billund |
Blaabjerg |
Blåvandshuk |
Bramming |
Brørup |
Esbjerg |
Fanø |
Grindsted |
Helle |
Holsted |
Ølgod |
Ribe |
Varde |
Vejen